# Futebol Clube Penafiel
El Futebol Clube Penafiel es un club de fútbol portugués, de la ciudad de Penafiel. Fue fundado en 1951 y juega en la Liga de Honra.

## Historia

### Primeros Clubes en Penafiel
Anteriormente del surgimiento del club existieron en la ciudad de Penafiel otros equipos como el Sport Club de Penafiel o la União Desportiva Penafidelense.
El Sport Club de Penafiel fue la primera formación en surgir, el 17 de abril de 1923. Diez años después, en 1933 nace la União Desportiva Penafidelense. En 1943 los dos clubes se unieron dando lugar al Club Desportivo de Penafiel. 
El club solamente existió durante 6 años, hasta 1949, una vez que no logró reunir todo el consenso necesario y la organización entre los dos clubes.

### Nacimiento del FC Penafiel
El 8 de febrero de 1951, después de años de ausencia de un club que representase la ciudad nace el FC Penafiel que adoptó los mismos colores que el Sport Clube de Penafiel.
El primer ascenso del club fue en 1955 subiendo a la Segunda División distrital. Después de 4 años de vida el club tenía su primer título. En 1957, el club subió a Primera División distrital y en 1958 a Tercera División. Durante estos años tenía jugadores de referencia como Silva Pereira o Manolo, un portero español.
En 1965, tras ascensos y descensos el club sube a la Segunda División de Portugal. Durante 15 años el club estuvo en la Segunda División de Portugal hasta que en 1980 el club ascendió a la Primera División de Portugal donde permaneció hasta 1992.
Desde 1992 hasta 2004 el club disputó la Liga de Honra, para ascender de nuevo a la Primera División de Portugal.
En la Primera División permaneció durante dos años puesto que, volvió a descender a la Liga de Honra. Aquí el club se mantuvo durante dos años y en la 2007-2008 el club volvió a descender y tocó fondo, hasta que en la temporada 2014-15, el club volvió a la Primera División de Portugal. Esa misma temporada volvió a descender a la Liga de Honra tras quedar en última posición.

## Palmarés
- Taça de Honra do Porto: 1

1981–82